# Letheobia praeocularis
Espèce
Synonymes
- Typhlops praeocularis Stejneger, 1894
- Rhinotyphlops praeocularis (Stejneger, 1894)
- Typhlops praeocularis lundensis Laurent, 1964

Statut de conservation UICN

 LC  : Préoccupation mineure
Letheobia praeocularis est une espèce de serpents de la famille des Typhlopidae. 

## Répartition
Cette espèce se rencontre en Angola, dans l'ouest de la République démocratique du Congo, en République du Congo et au Nigeria.
Sa présence au Cameroun est incertaine.

## Description
L'holotype de Letheobia praeocularis mesure 340 mm. Cette espèce a le corps uniformément gris brunâtre clair tacheté de pâle sur la face ventrale.

## Étymologie
Son nom d'espèce lui a été donné en référence au fait que ses écailles préoculaires ne sont pas en contact avec les supralabiales.

## Publication originale
- Stejneger, 1894 "1893" : Description of a new species of blind snakes (Typhlopidæ) from the Congo Free State. Proceedings of the United States National Museum, vol. 16, p. 709-710 (texte intégral).